# Cerro Overo
El Cerro Overo es un maar que se encuentra a los pies del volcán Chiliques y cerca de Laguna Lejía, en la Región de Antofagasta, en el norte de Chile. Es el resultado de una erupción freatomagmática, su diámetro máximo es de 600 m  y su profundidad es de 80 metros. El maar se formó en tiempos postglaciales y erupcionó basaltos que se originaron en la corteza profunda, sin cámara de magma. Las lavas son de procedencia cortical inferior y se encuentran entre las menos evolucionadas del norte de Chile.